# Heterothele villosella
Heterothele villosella là một loài nhện trong họ Theraphosidae.
Loài này thuộc chi Heterothele. Heterothele villosella được Embrik Strand miêu tả năm 1907.